# Brachymyrmex depilis
Brachymyrmex depilis é uma espécie de inseto do gênero Brachymyrmex, pertencente à família Formicidae.

## Taxonomia
A subespécie Brachymyrmex depilis flavescens foi descrita por Grundmann em 1952, entretanto um estudo de 2019 averiguou que não há diferenças morfológicas significativas para que se considerem duas subespécies diferentes. O mesmo estudo também concluiu que Brachymyrmex nanellus (Wheeler, 1903) é um sinônimo desta espécie.

## Galeria

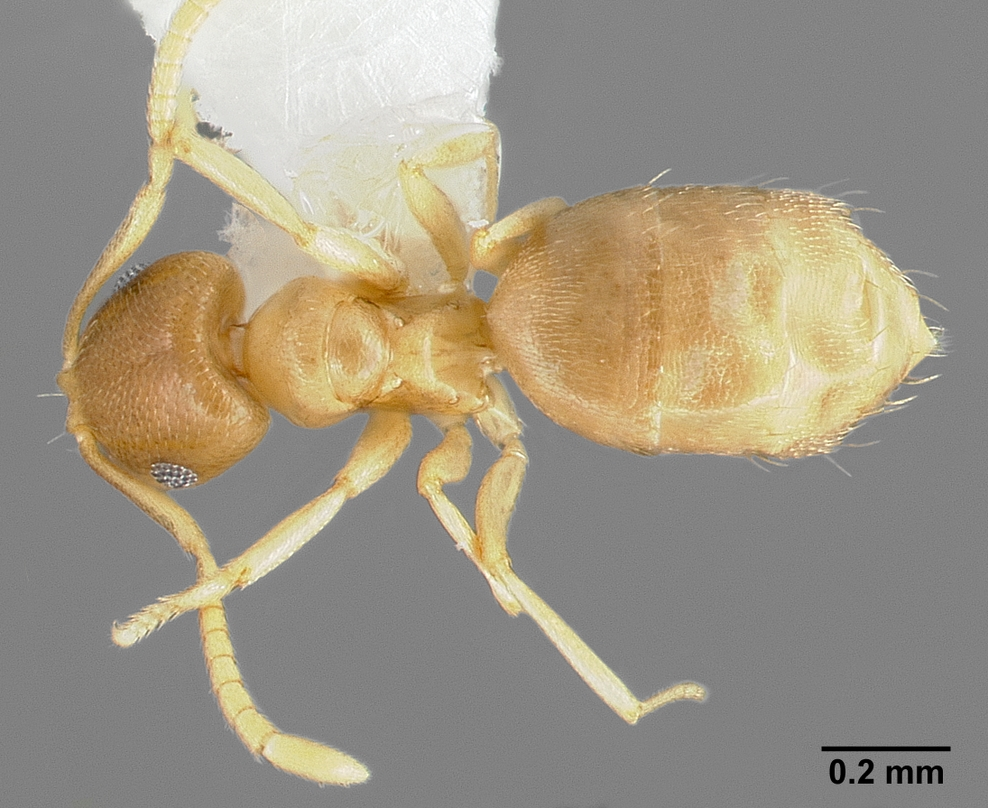
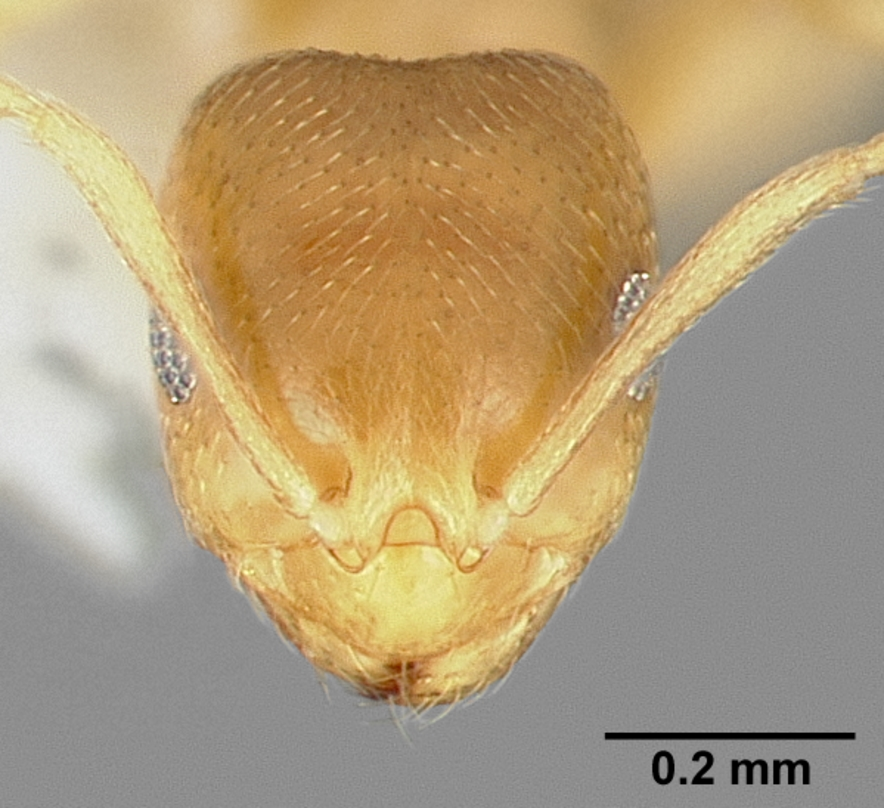
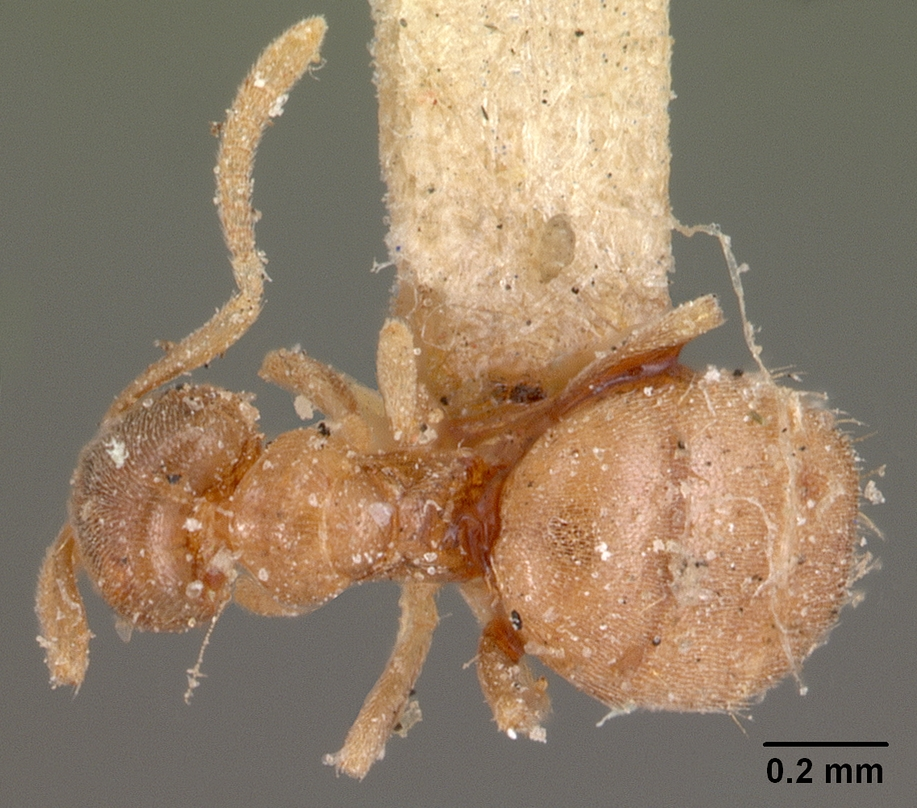
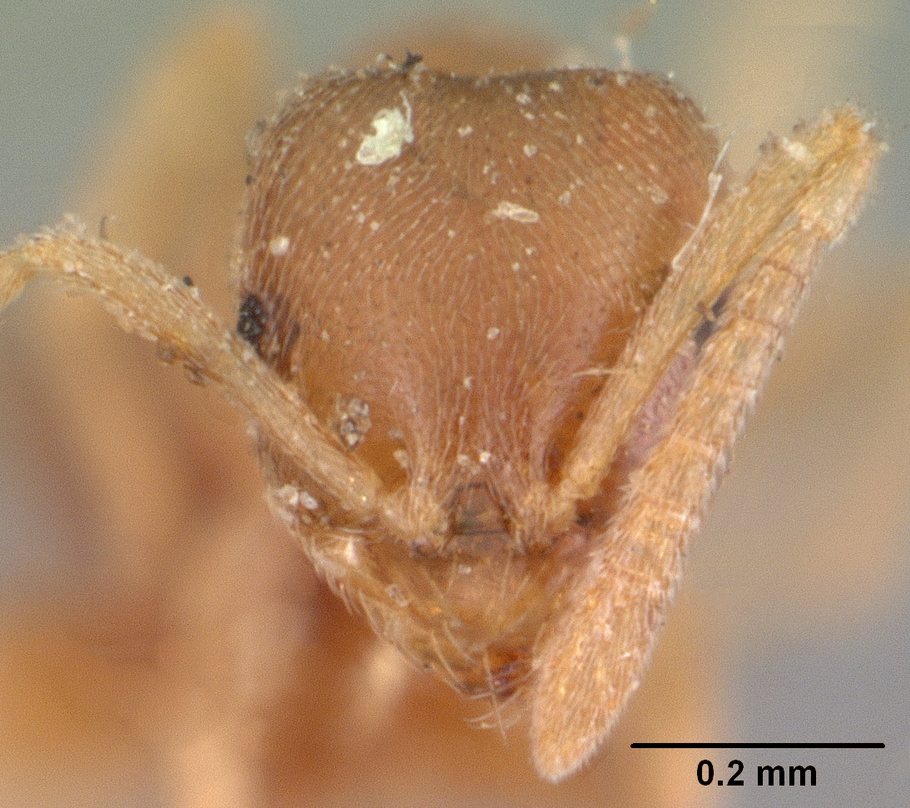
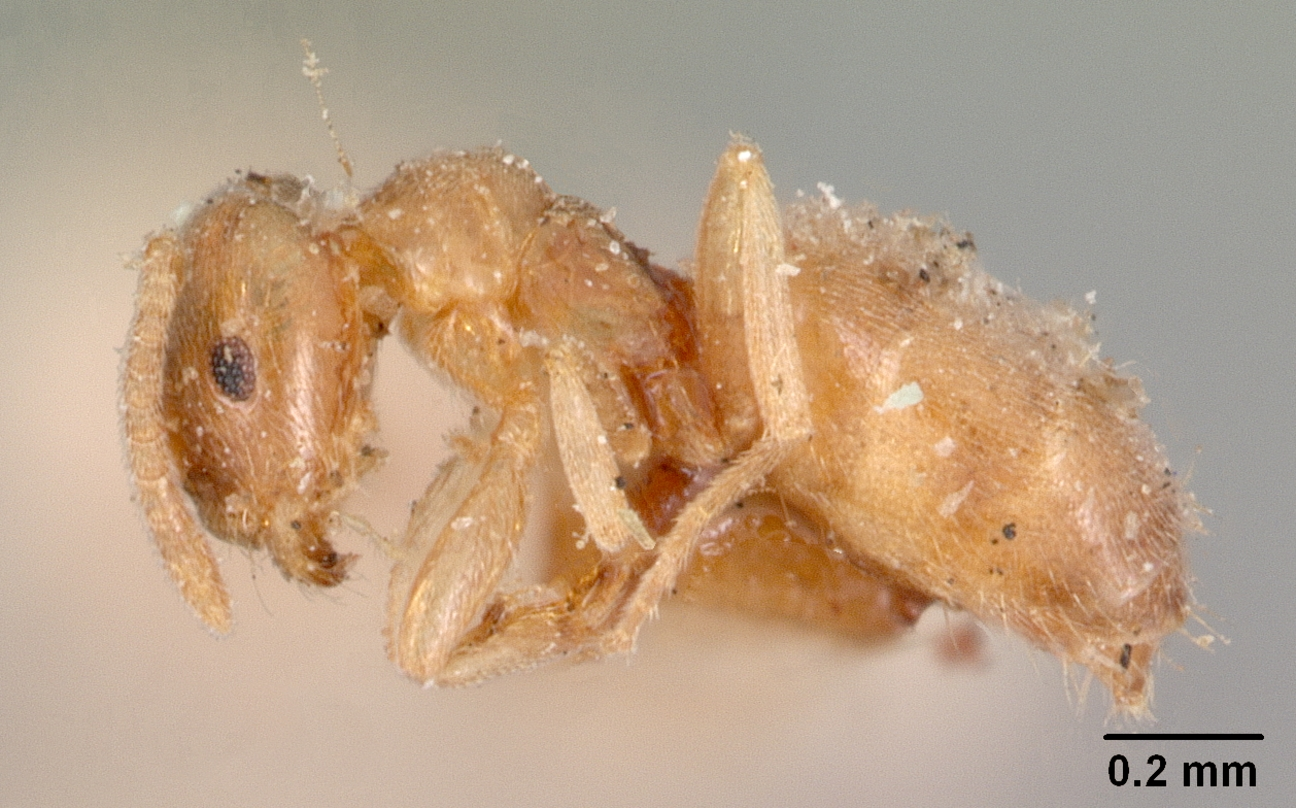
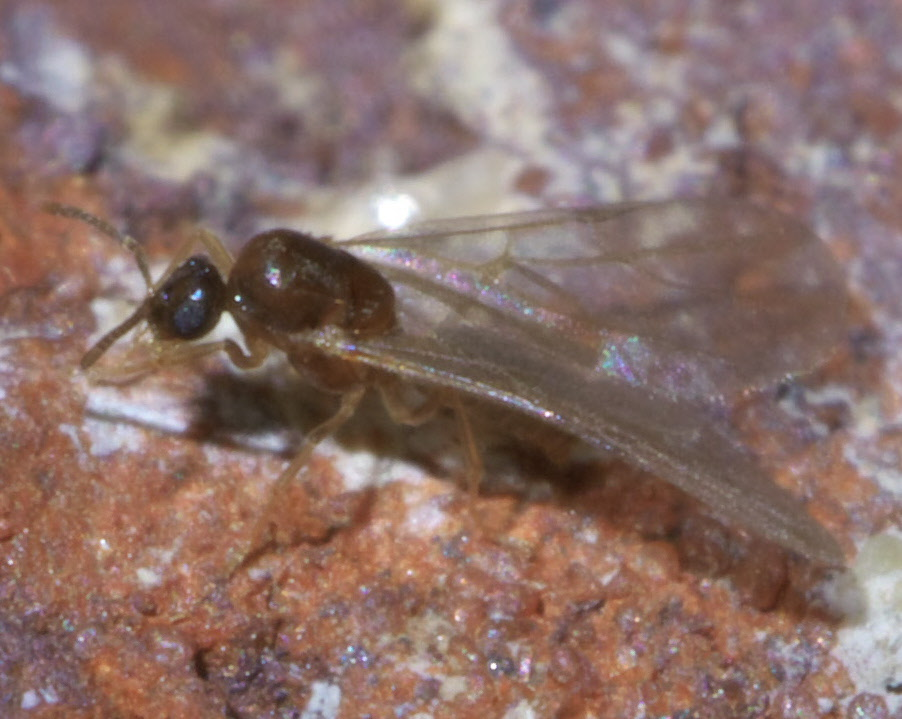
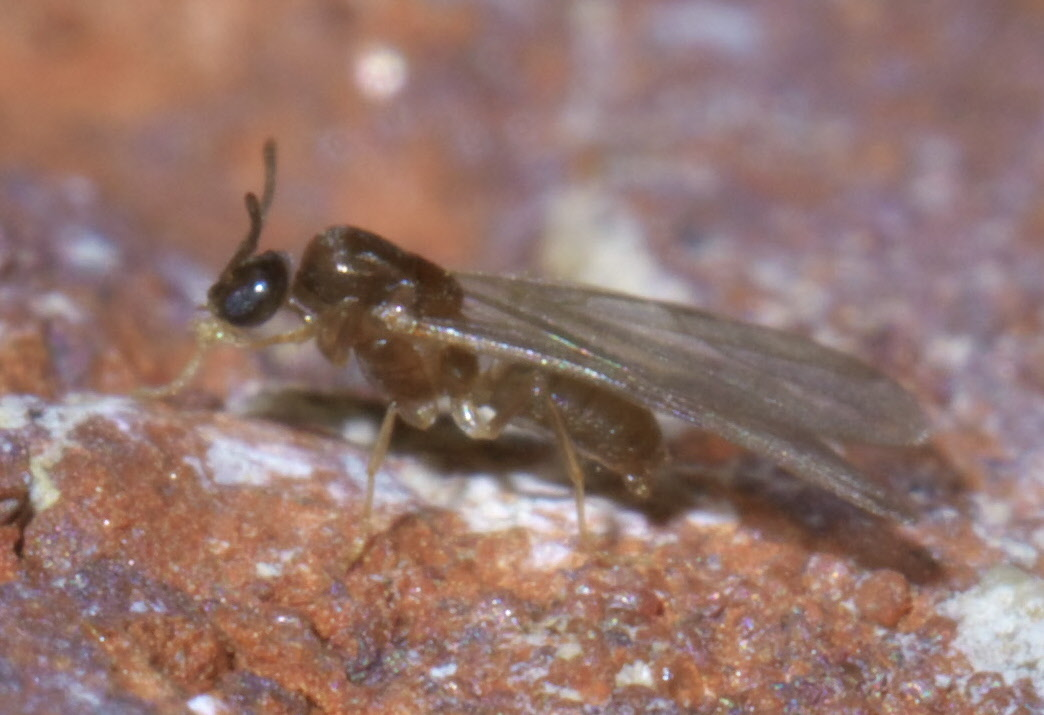
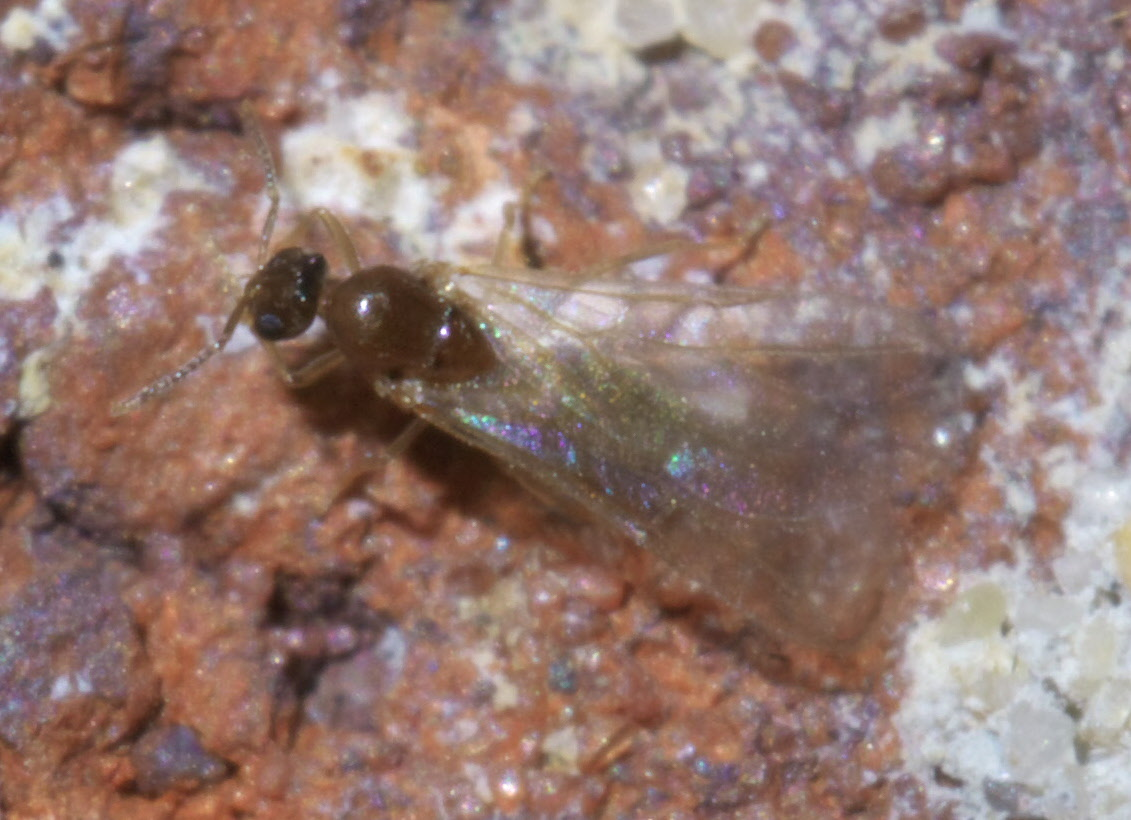